# Roberto Bellarosa
Roberto Bellarosa est un chanteur belge d'origine italienne né à Wanze le 23 août 1994. Vainqueur de la première édition de l'émission de télé-crochet The Voice Belgique, il sort deux albums : Ma voie en 2012 et Suis ta route en 2015.

## Biographie

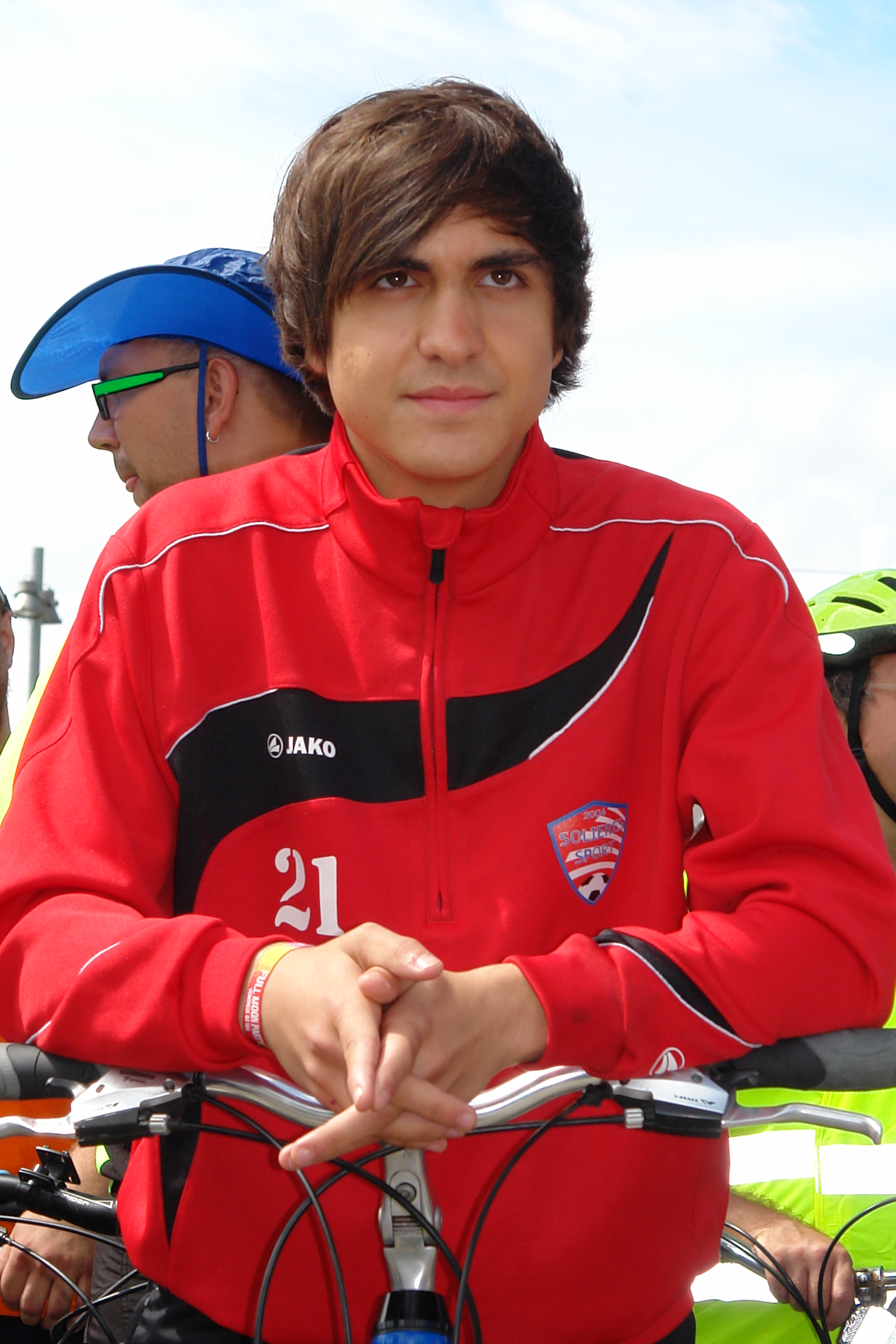
Roberto Bellarosa le 4 août 2012 au Ravel.

Issu d'une famille de footballeurs, Roberto est inscrit par ses parents à l'âge de 9 ans au Conservatoire de Huy pour y apprendre le solfège. Au cours d'une session de chant, son professeur remarque sa voix et pousse ses parents à lui faire suivre des cours de chants.

### The Voice Belgique
En 2011, Roberto s'inscrit à l'émission The Voice Belgique, produite par John de Mol et dont la diffusion commence le 20 décembre 2011. Après un pré-casting sur le web, il passe une audition à l'aveugle durant laquelle il interprète You Give Me Something de James Morrison. Cette prestation est très appréciée des quatre coachs (Quentin Mosimann, Lio, le groupe Joshua et Beverly Jo Scott) qui se retournent tous mais c'est finalement l'équipe de Quentin Mosimann qu'il choisit de rejoindre,. Le 10 avril 2012, après seize semaines de compétition, le jeune chanteur est déclaré vainqueur de The Voice Belgique avec 57 % des votes du public. Grâce à cela, il empoche un contrat chez Sony Music avec qui il enregistre un album comportant deux singles. Il se produit également à l'occasion de quatre concerts avec Les Restos du Cœur.
En 2012, Roberto participe avec onze autres candidats de The Voice Belgique à une tournée en Belgique notamment au Forum de Liège, à Braine-l'Alleud, etc.

#### Liste des titres interprétés lors deThe Voice Belgique
| Stade          | Date            | Chanson interprétée     | Artiste original                  | Notes                                                   |
| Blind audition | 3 janvier 2012  | You Give Me Something   | James Morrison                    |                                                         |
| Battle         | 31 janvier 2012 | Même Si                 | Grégory Lemarchal et Lucie Silvas | Duel remporté face à Daniela Sindaco                    |
| Live           | 28 février 2012 | Apologize               | OneRepublic                       |                                                         |
| Live           | 13 mars 2012    | Wicked Game             | Chris Isaak                       |                                                         |
| Live           | 27 mars 2012    | Le Blues du businessman | Claude Dubois                     |                                                         |
| Live           | 3 avril 2012    | Just the Two of Us      | Bill Withers                      | Duo avec Léonie W'asukulu                               |
| Live           | 3 avril 2012    | As                      | Stevie Wonder                     |                                                         |
| Live           | 10 avril 2012   | Firework                | Katy Perry                        | Avec Renato Bennardo, Giusy Piccarreta et Daisy Hermans |
| Live           | 10 avril 2012   | You Give Me Something   | James Morrison                    |                                                         |
| Live           | 10 avril 2012   | Vivre pour le meilleur  | Johnny Hallyday                   |                                                         |
| Live           | 10 avril 2012   | Jealous Guy             | John Lennon                       | Cette chanson est son 1er single                        |

### Ma Voie, Eurovision etSuis ta route

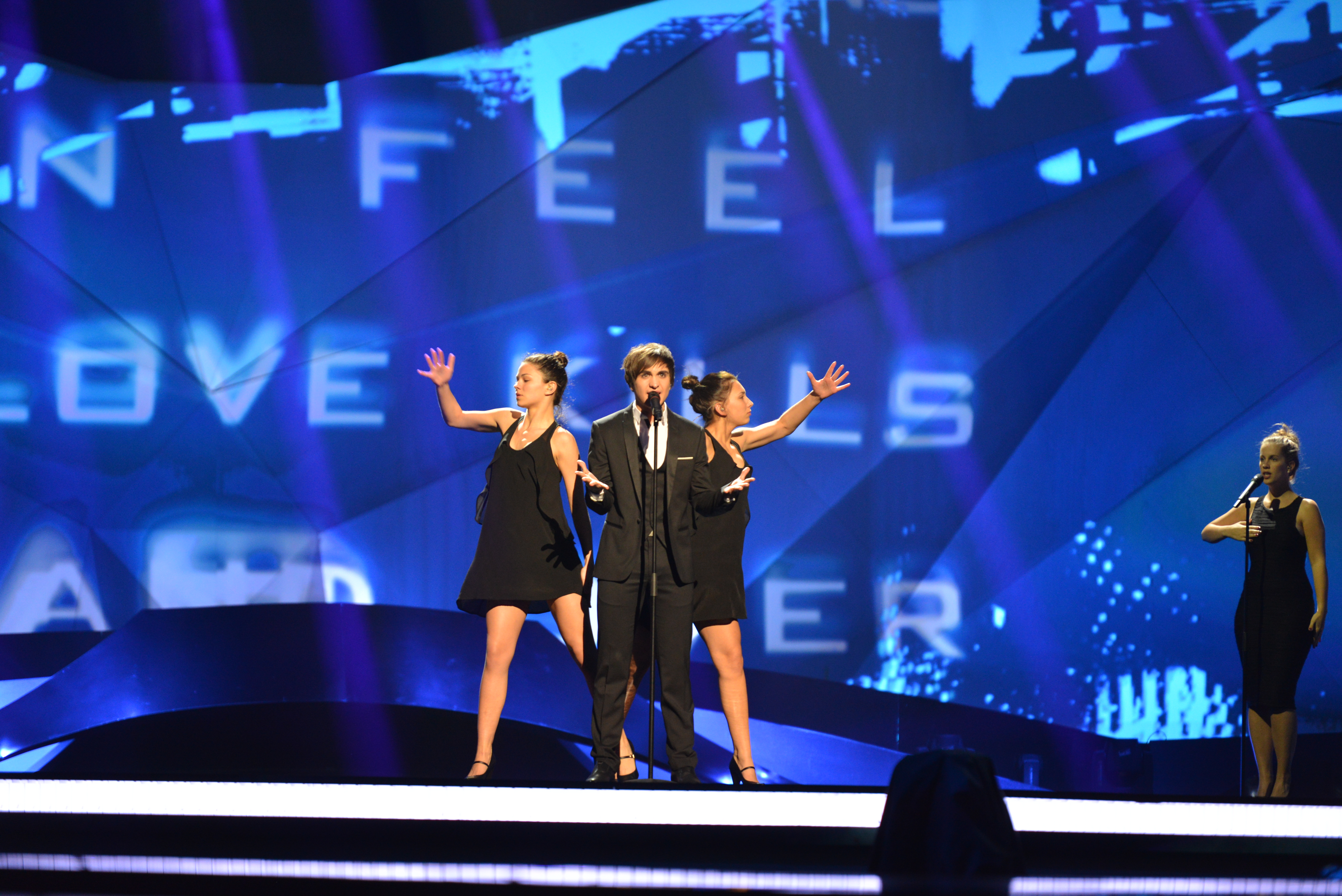
Bellarosa pendant sa performance au Concours Eurovision de la chanson 2013

Le 6 juillet 2012, Roberto Bellarosa sort son premier single Je Crois. Pour ce premier single, il collabore avec son coach Quentin Mosimann. Son premier album Ma voie sort le 21 septembre 2012 et son 2e single directement issu de l'album Apprends-moi sort le 26 octobre 2012. L'album atteint la 11e position du classement francophone belge. Le chanteur wanzois est en tournée dans la Wallonie et à Bruxelles d'octobre 2012 à février 2013.
Le 16 novembre 2012, le journal Le Soir annonce que Roberto Bellarosa et sa chanson Love Kills représenteront la Belgique au 58e Concours Eurovision de la chanson qui a lieu en mai 2013. Il se qualifie pour la finale du concours et termine à la 11e place ex aequo avec la Moldavie. Dans les résultats finaux, il est placé no 12,.
En 2013, il est l'un des interprètes de Notre Liberté, single des restos du cœur belges. En octobre de la même année, il sort Suivre mon étoile. Ce titre inédit écrit et composé par le chanteur durant le Concours Eurovision se classe no 2 (tip) du classement francophone belge. Il signe un contrat avec Sony France à la même période. Le chanteur est à nouveau présent pour les quatre concerts de l'édition 2014 des restos du cœur belges.
La même année, la presse annonce que Pascal Obispo et Roberto Bellarosa travaillent sur le deuxième album de celui-ci. Leur rencontre remonte lorsque Roberto Bellarosa enregistre à Paris sa partie du single Notre Liberté des restos du cœur belges.

« On va composer la musique et les textes ensemble. […] C’est lui qui est venu près de moi et qui m’a dit que j’avais vraiment une bonne voix. […] Au début, je pensais que c’était une blague parce que Obispo est une de mes idoles et aujourd’hui c’est un grand artiste qui va travailler avec moi. »

— Roberto Bellarosa
En août 2014, sort le single Agathe écrit et composé par le chanteur Pascal Obispo. En septembre 2014, il participe au single inédit Kiss & Love au profit du Sidaction,. Les 27 et 28 novembre suivants, il assure la première partie des concerts de Pascal Obispo à Forest National.
Le 30 octobre 2015, Roberto Bellarosa sort son deuxième album Suis ta route. Il est composé de titres de Pascal Obispo, Roberto Bellarosa, Helmut Fritz, Julie d'Aimé, Lionel Florence et Laurent Konrad entre autres.
Roberto Bellarosa participe à la soirée Les Talents chantent Noël diffusée le 25 décembre 2023 sur la RTBF.

## Discographie

### Albums
| Pays          | Titre         | Meilleure position |    |
| ------------- | ------------- | ------------------ | -- |
| Belgique (Fr) | Titre         | Ma voie            | 11 |
| Belgique (Fr) | Suis ta route | 19                 |    |

### Singles
| Année | Titre             | Classements | Classements | Classements | Classements | Classements | Album                  |
| Année | Titre             | BEL (VL)    | BEL (WAL)   | GER         | NL          | SWE         | Album                  |
| ----- | ----------------- | ----------- | ----------- | ----------- | ----------- | ----------- | ---------------------- |
| 2012  | Apologize         | —           | 3           | —           | —           | —           | –                      |
| 2012  | Jealous Guy       | —           | 4           | —           | —           | —           | Ma voie                |
| 2012  | Je crois          | —           | 37          | —           | —           | —           | Ma voie                |
| 2012  | Apprends-moi      | —           | 19 (tip)    | —           | —           | —           | Ma voie                |
| 2013  | Love Kills        | 15          | 6           | 90          | 71          | 29          | Ma voie – Deluxe album |
| 2013  | Suivre mon étoile | —           | 2 (tip)     | —           | —           | —           | —                      |
| 2014  | Agathe            | —           | 3 (tip)     | —           | —           | —           | Suis ta route          |
| 2015  | Suis ta route     | —           | 17 (tip)    | —           | —           | —           | Suis ta route          |
| 2015  | My Girl           | —           | 4 (tip)     | —           | —           | —           | Suis ta route          |
| 2015  | Ma muse           | —           | —           | —           | —           | —           | Suis ta route          |